# Donna Hobin
Donna Hobin (Ottawa, 10 aprile 1956) è un'ex cestista canadese.

## Carriera
Con il Canada ha disputato i Campionati mondiali del 1975 e i Giochi olimpici di Montréal 1976.